# Шапіро Ізраїль Якович
Ізраїль (Ісаак) Якович Шапіро (14 листопада 1909, Київ — 29 липня 2001, Львів) — радянський науковець, доктор медичних наук (1969), професор (1971) Львівського державного медичного інституту, завідувач кафедр історії медицини (1946—1949), соціальної гігієни та організації охорони здоров'я (1969—1986).

## Життєпис
У 1935 році закінчив Харківський інститут червоної професури, 1941 року — медичний факультет Донецького медичного інституту.
Під час німецько-радянської війни у 1941—1945 роках працював військовим лікарем.
Після демобілізації з лав радянська армії, у 1946—1949 роках — завідувач кафедри історії медицини Львівського державного медичного інституту.
З 1949 року — доцент кафедри соціальної гігієни та організації охорони здоров'я Львівського державного медичного інституту.
1951 року захищає кандидатську дисертацію, з 1952 — доцент.
1969 року захищає докторську дисертацію та упродовж 1969—1986 років — завідувач тієї ж кафедри, у 1986—1993 роках — професор кафедри.
Його зусиллями у 1970—1986 роках при кафедрі функціонував курс по підвищенню кваліфікації організаторів охорони здоров'я; 1988 року курс виділено в самостійну кафедру Управління охороню здоров'я, яку очолив кандидат медичних наук, доцент Базилевич Ярослав Петрович.
У 1976 році при кафедрі організований курс права в охороні здоров'я, яким керував кандидат юридичних наук, доцент Гладун Зіновій Степанович.
У 1993 році розпочато викладання навчальної дисципліни «Економіка охорони здоров’я».
Напрями його наукових досліджень:
- вивчення розвитку вищої медичної освіти, медичної науки та охорони здоров'я населення в західних регіонах України;
- питання економіки та організації охорони здоров'я.

Написав близько 180 наукових та навчально-методичних праць, з них 4 монографії.
Як педагог підготував 34 кандидатів та 2 докторів наук.
Серед його робіт:
- «Житлово-побутові умови сільського населення західних областей України та шляхи їх подальшого оздоровлення»: кандидатська дисертація (Львів, 1951);
- «З історії медичної освіти в західних областях України та на Буковині»: монографія (ЛДМІ, 1957);
- «Нариси історії Львівського медичного інституту»: монографія (ЛДМІ, 1959);
- «Основні напрями в розвитку діяльності кафедр Львівського медичного інституту»: монографія (у співавторстві, ЛДМІ, 1966);
- «Розвиток вищої медичної освіти і медичної науки в західних областях України, на Буковині і в Закарпатті в XVI—XX ст. (1595—1965 рр.)»: докторська дисертація (Львів, 1968).